# Stauschleuse

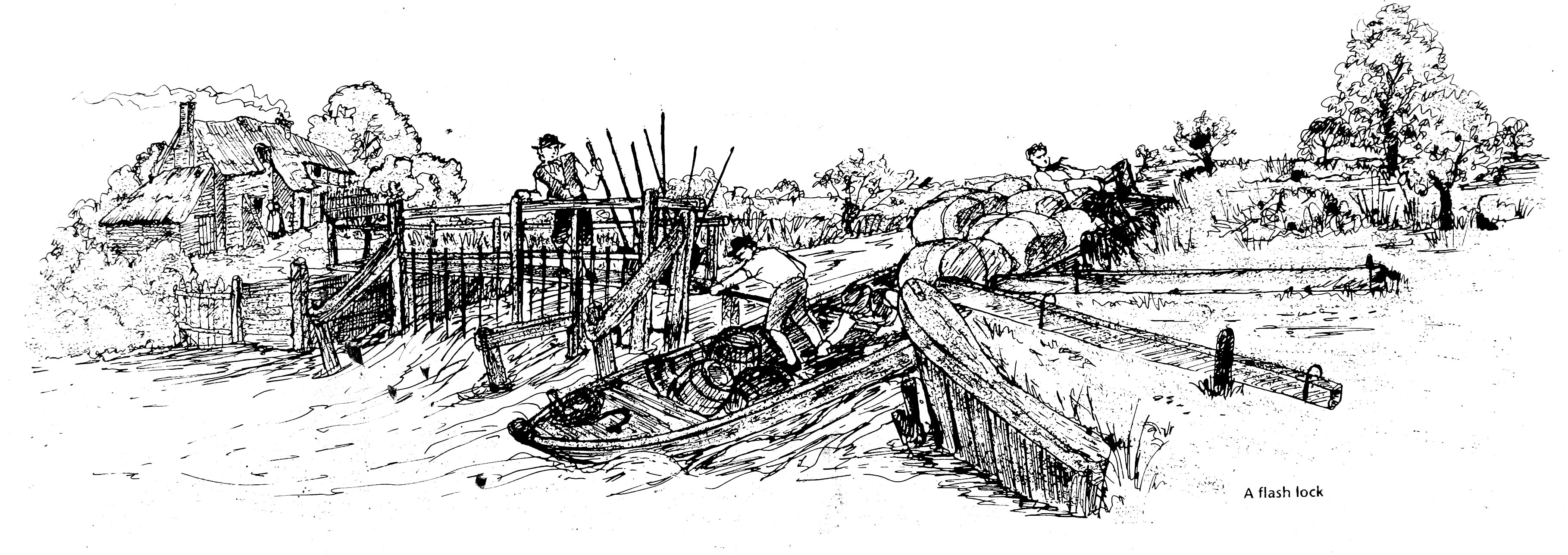
Historische Zeichnung einer Durchfahrt an einer Stauschleuse

Die Stauschleuse gilt als historischer Vorläufer der Kammerschleuse und wird zu den Wehren gezählt, weil sich im Wasserfluss nur ein Sperrwerk befindet. Sie unterscheidet sich von einem Stauwehr wie zum Beispiel einem Mühlenwehr dadurch, dass sie möglichst schnell geöffnet werden kann, damit ein Floß, ein Boot oder ein Schiff auf einer Wasserwoge flussabwärts getragen wird. Bei einer mit zwei Sperrwerken versehenen Kesselschleuse werden die zu schleusenden Objekte zwischen oberer und unterer Flusshaltung gesenkt (bzw. gehoben). Das gefährliche Aufreißen des Sperrwerkes und der unkontrollierte Wasserabfluss entfallen. Mit einer Stauschleuse kann prinzipiell nur talwärts „geschleust“ werden (Ausnahme ist der Klappstau). Östlich der Elbe wird eine Stauschleuse auch als Fangschleuse bezeichnet.

## Geschichte
Der Transport von Waren über das Wasser mit Hilfe einfachster Wasserfahrzeuge begleitet die Menschheitsgeschichte seit jeher. Um auch kleinere Fließgewässer mit geringer Wassertiefe als Transportweg nutzbar zu machen, wurden an geeigneten Stellen Querbauwerke errichtet, die einen schiffbaren Wasserstand im Oberstrom erzeugen konnten. Für die Flößerei oder kleinere Kähne erhielten die Staustellen einen Durchlass, der mit einfachsten Mitteln wenigstens teilweise verschlossen werden konnte. Dieser Verschluss war Namensgeber für den Begriff Schleuse, denn er geht auf den mittellateinischen Begriff sclusa zurück. Dieser basiert auf dem lateinischen excludere, das mit ausschließen übersetzt werden kann.
Einzelne Hölzer oder Stautafeln konnten wie bei einem Nadelwehr von Hand gesteckt oder gezogen werden, um den Durchfluss an der Öffnung zu beeinflussen. Teilweise war hinter der Öffnung eine hölzerne Rutsche wie bei den heutigen Bootsgassen angebracht, um eine bessere Strömungsleitung und Schiffsführung zu bewirken. Der Verschluss verblieb solange in der Öffnung bis ein ausreichender Wasservorrat in der Stauhaltung vorhanden war, um den Flößern und Schiffen oberhalb der Staustelle genügend Wassertiefe zu bieten. Nach Erreichen des Stauziels wurde die Öffnung freigegeben, und das aufgestaute Wasser konnte in die untere Haltung bzw. den nächsten Flussabschnitt ablaufen. Auf dem sich konzentriert bildenden Wasserstrom wurden die Holzstämme der Flößer mitgerissen bzw. die Kähne waren in der Lage auf der erzeugten Abflusswelle die Staustelle zu überwinden und förmlich auf der Welle zu „reiten“. In der Gegenrichtung mussten die Schiffe getreidelt oder mit einer Winsch durch den Schiffsdurchlass gezogen werden.
Stauschleusen erlaubten durch die Erzeugung einer Schwallwelle die Schiffbarkeit ohne eine künstliche Vertiefung der Gewässersohle. Jedoch wirbelte die Stauwelle mit ihrer hohen Strömungsgeschwindigkeit die Sohle auf und erodierte an den Krümmungen und Flusswindungen die Ufer. Dadurch verschlammten die unterliegenden Gewässerabschnitte, die mühsam von Hand frei geschaufelt werden mussten. Niedrig liegende Wiesen konnten durch den Schwall überschwemmt werden und waren dann für die Landwirtschaft nur schlecht nutzbar. Die vielen Wasserschäden führten zu Protesten bis hin zu Sabotage durch die Anlieger. Wegen des hohen Wasserverbrauch war der Betrieb einer Stauschleuse aber unwirtschaftlich und für die Müller nachteilig, da sie während der Schiffsdurchfahrten ihre Arbeit unterbrechen mussten.

## Anwendungen

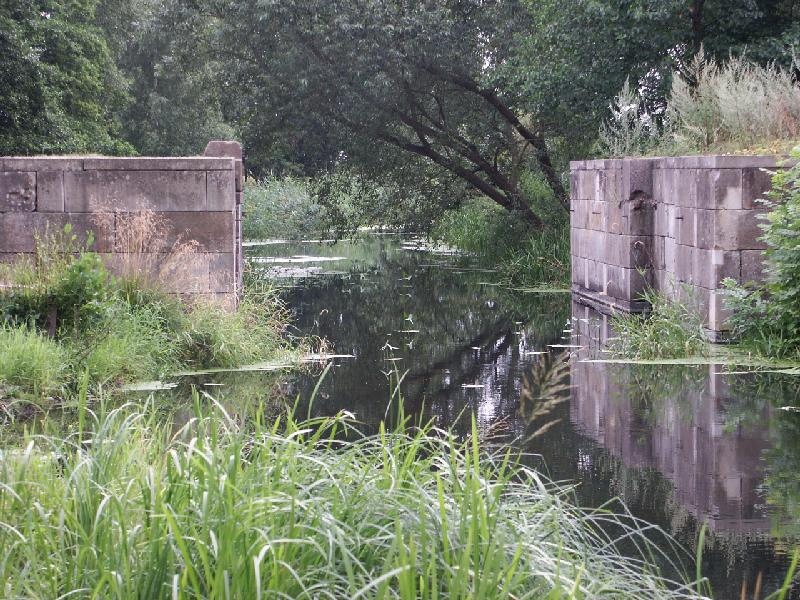
Reste der Dükerschleuse

Erste Beschreibungen von Stauschleusen stammen aus dem 14. Jahrhundert von der Stecknitzfahrt, die die Elbe mit der Hafenstadt Lübeck verband und für den Salzhandel aus Lüneburg von großer Bedeutung war. Als einzige erhaltene Stauschleuse gilt die Dückerschleuse bei Witzeeze, die später aus Stein neu erbaut wurde. Auch der im 16. Jahrhundert gebaute Alster-Beste-Kanal hatte in seinem Verlauf noch Stauschleusen. Von der kanalisierte Schaale wird aus dem Jahr 1570 berichtet, dass sich in ihrem Verlauf neben drei Kammerschleusen auch 10 Stauschleusen befanden.
Durch zwei nah beieinander liegende Staustellen entstanden kurze Stauhaltungen, die dadurch die gleiche Funktion wie eine Schleusenkammer bekamen. Hieraus entwickelte sich die Kisten- bzw. Kastenschleuse als direkter Vorläufer der Kammerschleuse.
Im Fiener Bruch wurde Torf abgebaut und über kleine Kanäle zum größeren Plauer Kanal verbracht, wo er auf größere Schleppkähne verladen wurde. Dazu errichtete man im Fiener Bruch über 70 Wasserbauwerke, darunter 13 eintorige Torf-Kahn-Schleusen, von denen die Sandforthschleuse als technisches Denkmal erhalten blieb.
Aus Italien des 15. Jahrhunderts stammt die Muschelschleuse, deren Name auf die rundliche Form zurückgeht. Durch einen Stauverschluss füllte sich der davor liegende muschelförmige Bereich durch den ungehinderten Zufluss vom Oberstrom. Mit dem Vorschlag als doppelte Stauschleuse entwickelte 1497 Leonardo da Vinci daraus eine erste Kammerschleuse.

## Heutige Verwendung
Mit der Verbreitung der Kammerschleusen verschwanden die Stauschleusen. In Hamburg werden von der Hamburg Port Authority – wohl aus historischen Gründen – noch drei Schleusen als Stauschleusen bezeichnet: Tatenberger Schleuse, Ernst-August-Schleuse und Harburger Hafenschleuse.
An der Geeste bei Bremerhaven wird eine außer Betrieb stehende Sielanlage, heute maritimes Baudenkmal, als Schiffdorfer Stauschleuse bezeichnet.